# Metrybuzyna
Metrybuzyna – organiczny związek chemiczny, pochodna 1,2,4-triazyny. Herbicyd stosowany do zwalczania traw i innych chwastów w uprawach roślin takich jak soja, ziemniaki, pomidory i trzcina cukrowa i in.

## Otrzymywanie
Można ją otrzymać w kilkuetapowym procesie z pinakolonu i tiokarbohydrazydu:

## Herbicyd
Działa poprzez hamowanie fotosyntezy poprzez zakłócanie funkcjonowania fotoukładu II. Jest powszechnie stosowany w rolnictwie; stwierdzono, że zanieczyszcza wody gruntowe.